# Nelson Villamil
Nelson Eduardo Villamil Lozano (Ibagué, Tolima, Colombia; 20 de marzo de 1997) es un futbolista colombiano que juega como delantero.

## Trayectoria

### Biografía
Nació en Ibagué, aunque gran parte de su infancia la vivió en Ortega, lugar donde descubrió la pasión por el fútbol, en el 2011 realizó un microciclo con la Selección Colombia Sub-15, estuvo en las divisiones menores de Patriotas FC en el año 2014.
Ingreso al equipo tolimense Tolima Real equipo con el cual salió Campeón de la Supercopa Juvenil 2018 de la Federación Colombiana de Fútbol en el Torneo Sub-20 B. 
El 11 de enero de 2019 el equipo de fútbol profesional colombiano Leones anuncia su llegada mediante sus redes sociales, el 25 de febrero de 2019 hace su debut en el Fútbol Profesional Colombiano en el Torneo Águila en un partido frente al Barranquilla FC ingresando en el minuto 69 por su compañero Franklin Navarro donde el partido finaliza sin goles.
El 20 de marzo de 2019 debuta por Copa Águila frente a Jaguares de Córdoba en el estadio Jaraguay de Montería, donde ese mismo partido debuta con gol en el Fútbol Profesional Colombiano al minuto 50 colocando al equipo antioqueño 1-2 el cual finaliza con victoria de los antioqueños 1-3.

## Clubes
| Club   | País     | Año  |
| ------ | -------- | ---- |
| Leones | Colombia | 2019 |

## Estadísticas
| Club                | Temporada           | Liga  | Liga  | Copa Nacional | Copa Nacional | Copa Internacional | Copa Internacional | Total | Total |
| Club                | Temporada           | Part. | Goles | Part.         | Goles         | Part.              | Goles              | Part. | Goles |
| ------------------- | ------------------- | ----- | ----- | ------------- | ------------- | ------------------ | ------------------ | ----- | ----- |
| Leones · Colombia   | 2019                | 4     | 0     | 2             | 1             | 0                  | 0                  | 6     | 1     |
| Leones · Colombia   | Total               | 4     | 0     | 2             | 1             | 0                  | 0                  | 6     | 1     |
| Total en su carrera | Total en su carrera | 4     | 0     | 2             | 1             | 0                  | 0                  | 6     | 1     |